# Ewa Trzebińska
Ewa Trzebińska, née Nelip (le 1er mai 1989 à Katowice) est une escrimeuse polonaise, spécialiste de l'épée, vice-championne du monde.

## Biographie
En 2019, elle remporte la Coupe d'Europe des clubs champions d'escrime à Caserte avec l'Académie Beauvaisienne d'Escrime.

## Palmarès

### Championnats du monde
- Médaille d'or par équipes en 2023 à Milan
- Médaille d'argent par équipes en 2009 à Antalya
- Médaille d'argent en individuel en 2017 à Leipzig
- Médaille de bronze par équipes en 2017 à Leipzig

### Championnats d'Europe
- Médaille d'or par équipes en 2010 à Leipzig
- Médaille d'or par équipes en 2019 à Düsseldorf
- Médaille d'argent par équipes en 2018 à Novi Sad
- Médaille de bronze en individuel en 2019 à Düsseldorf